# Konklawe 1464
Konklawe 28-30 sierpnia 1464 – konklawe, które wyniosło na tron papieski Pawła II.

## Śmierć Piusa II
Papież Pius II zmarł w Ankonie 15 sierpnia 1464 podczas przygotowań do krucjaty przeciw Turkom, która ostatecznie nie doszła do skutku. Niezwłocznie po jego śmierci towarzyszący mu kardynałowie udali się do Rzymu, by wybrać jego następcę. W Rzymie tymczasem doszło do rozruchów, których ofiarą padli przede wszystkim faworyzowani przez zmarłego papieża sieneńczycy.

## Lista uczestników
W chwili śmierci Piusa II Kolegium Kardynalskie liczyło 29 członków, jednak w konklawe wzięło udział tylko 20:
- Bessarion OBas; Kardynał z Nicei[4] (nominacja: 18 grudnia 1439) − kardynał biskup Tusculum; komendatariusz kościoła prezbiterialnego Ss. XII Apostoli; tytularny patriarcha Konstantynopola; tytularny arcybiskup Teb; komendatariusz opactwa terytorialnego S. Cristoforo w Casteldurante
- Guillaume d’Estouteville; Kardynał z Rouen[4] (18 grudnia 1439) − kardynał biskup Ostia e Velletri; komendatariusz kościoła prezbiterialnego S. Pudenziana; arcybiskup Rouen; administrator diecezji Saint-Jean-de-Maurienne; archiprezbiter bazyliki liberiańskiej; protektor Zakonu Krzyżackiego
- Juan Torquemada OP; Kardynał S. Sisto[4] (18 grudnia 1439) − kardynał biskup Sabiny; komendatariusz kościołów prezbiterialnych S. Sisto i S. Maria in Trastevere; biskup Orense; komendatariusz opactwa terytorialnego Subiaco
- Juan Carvajal; Kardynał z S. Angelo[4] (16 grudnia 1446) − kardynał biskup Porto e Santa Rufina; komendatariusz diakonii S. Angelo in Pescheria; biskup Plasencii
- Ludovico Trevisan; Kardynał z Akwilei[4] (1 lipca 1440) − kardynał prezbiter S. Lorenzo in Damaso; patriarcha Akwilei; biskup Cava; kamerling Świętego Kościoła Rzymskiego; komendatariusz opactw terytorialnych Vangadizza, Montevergine i Monte Cassino
- Latino Orsini (20 grudnia 1448) − kardynał prezbiter Ss. Giovanni e Paolo; administrator archidiecezji Bari; archiprezbiter bazyliki laterańskiej; komendatariusz opactw terytorialnych Farfa i S. Vincenzo al Volturno
- Alain de Coëtivy; Kardynał z Awinionu[4] (20 grudnia 1448) − kardynał prezbiter S. Prassede; biskup Awinionu; administrator diecezji Dol-de-Bretagne
- Filippo Calandrini; Kardynał z Bolonii[4] (20 grudnia 1448) − kardynał prezbiter S. Lorenzo in Lucina; biskup Bolonii; penitencjariusz większy
- Pietro Barbo; Kardynał z Wenecji[4] (1 lipca 1440) − kardynał prezbiter S. Marco; biskup Vicenzy; archiprezbiter bazyliki watykańskiej
- Juan de Mella; Kardynał z Zamory[4] (17 grudnia 1456) − kardynał prezbiter S. Prisca; biskup Zamory
- Giacomo Tebaldi; Kardynał S. Anastasia[4] (17 grudnia 1456) − kardynał prezbiter S. Anastasia
- Richard Olivier de Longueil; Kardynał z Coutances[4] (17 grudnia 1456) − kardynał prezbiter S. Eusebio; biskup Coutances
- Angelo Capranica; Kardynał z Rieti[4] (5 marca 1460) − kardynał prezbiter S. Croce in Gerusalemme; biskup Rieti; legat apostolski w Bolonii
- Berardo Eroli; Kardynał z Spoleto[4] (5 marca 1460) − kardynał prezbiter S. Sabina; biskup Spoleto
- Bartolomeo Roverella; Kardynał z Rawenny[4] (18 grudnia 1461) − kardynał prezbiter S. Clemente; arcybiskup Rawenny; gubernator Benewentu
- Louis d’Albret (18 grudnia 1461) − kardynał prezbiter Ss. Marcelino e Pietro; biskup Cahors
- Giacomo Ammannati-Piccolomini; Kardynał z Pawii[4] (18 grudnia 1461) − kardynał prezbiter S. Crisogono; biskup Pawii; kamerling Świętego Kolegium Kardynałów
- Rodrigo Borgia; Kardynał Wicekanclerz[4] (20 lutego 1456) − kardynał diakon S. Nicola in Carcere Tulliano; komendatariusz diakonii S. Maria in Via Lata; protodiakon Świętego Kolegium Kardynałów; wicekanclerz Świętego Kościoła Rzymskiego; administrator diecezji Walencji
- Francesco Todeschini-Piccolomini; Kardynał ze Sieny[4] (5 marca 1460) − kardynał diakon S. Eustachio; administrator archidiecezji Sieny; legat apostolski w Marchii Ankońskiej; gubernator Rzymu i Państwa Kościelnego
- Francesco Gonzaga; Kardynał z Mantui[4] (18 grudnia 1461) − kardynał diakon S. Maria Nuova; biskup elekt Brixen

Wśród elektorów było jedenastu Włochów, czterech Francuzów, czterech Hiszpanów i jeden Grek. Siedmiu z nich mianował Pius II, sześciu Eugeniusz IV, czterech Kalikst III, a trzech Mikołaj V.

### Nieobecni
Dziewięciu kardynałów nie uczestniczyło w konklawe, w tym trzech Francuzów, dwóch Niemców, dwóch Hiszpanów, Włoch i Węgier:
- Pierre de Foix OFM (1414) − kardynał biskup Albano; prymas Świętego Kolegium Kardynałów; legat apostolski i wikariusz w Awinionie; administrator diecezji Lescar i Tarbes
- Peter von Schaumberg; Kardynał z Augsburga[4] (18 grudnia 1439) − kardynał prezbiter S. Vitale; protoprezbiter Świętego Kolegium Kardynałów; biskup Augsburga
- Dénes Szécsi; Kardynał z Ostrzyhomia[4] (18 grudnia 1439) − kardynał prezbiter S. Ciriaco; arcybiskup Ostrzyhomia i prymas Węgier; kanclerz królestwa Węgier
- Jean Rolin; Kardynał z Autun[4] (20 grudnia 1448) − kardynał prezbiter S. Stefano in Monte Celio; biskup Autun
- Luis Juan del Milà y Borja; Kardynał z Léridy[4] (20 lutego 1456) − kardynał prezbiter Ss. IV Coronati; biskup Léridy
- Niccolò Fortiguerra; Kardynał z Teano[4] (5 marca 1460) − kardynał prezbiter S. Cecilia; biskup Teano; naczelny wódz floty papieskiej
- Burkhard von Weisbriach; Kardynał z Salzburga[4] (5 marca 1460) − kardynał prezbiter Ss. Nereo ed Achilleo; arcybiskup Salzburga
- Jean Jouffroy OSBCluny; Kardynał z Arras[4] (18 grudnia 1461) – kardynał prezbiter Ss. Silvestro e Martino; biskup Albi
- Jaime Cardona; Kardynał z Urgel[4] (18 grudnia 1461) − kardynał prezbiter bez tytułu; biskup Seo de Urgel

Pięciu mianował Pius II, dwóch Eugeniusz IV, a po jednym Kalikst III, Mikołaj V i pizański antypapież Jan XXIII.

## Przygotowania do konklawe
25 sierpnia 1464 doszło do spotkania kardynałów w rzymskim pałacu kardynała kamerlinga Ludovico Trevisana. Dyskutowano na nim, gdzie powinno się odbyć konklawe. Zgodnie z tradycją, powinno ono się odbywać na Watykanie, jednakże część kardynałów obawiało się, czy będą mieli tam zagwarantowaną pełną swobodę. Zamek św. Anioła był bowiem kontrolowany przez wojska krewnego zmarłego papieża Antonio Piccolominiego, księcia Amalfi, choć on sam nie był wówczas obecny w Rzymie. Proponowano odbycie obrad na Kapitolu lub w kościele S. Maria sopra Minerva. Ostatecznie jednak uznano, że nie ma istotnego zagrożenia dla prawidłowego przebiegu konklawe i zadecydowano, że odbędzie się ono na Watykanie.

## Kandydaci na papieża
Za najpoważniejszego kandydata uważano greckiego kardynała Bessariona, ale za papabile uchodzili też Francuz d'Estouteville, Hiszpanie Torquemada i Carvajal oraz Włosi Trevisan, Roverella, Capranica i Calandrini. Raport ambasadora księstwa Mediolanu z czerwca 1464, gdy stan zdrowia Piusa II znacznie się pogorszył, wskazywał na rosnące szanse kardynała Barbo.
Wśród kardynałów wyróżniano dwie frakcje: „młodych” (tj. nominatów Piusa II) i „starych” (tj. kardynałów mianowanych przez poprzedników Piusa II).

## Przebieg konklawe
Konklawe rozpoczęło się 28 sierpnia 1464 w Watykanie z udziałem dziewiętnastu kardynałów. Dopiero dzień później dołączył ciężko chory Torquemada. Najpierw wszyscy kardynałowie, z wyjątkiem kamerlinga Trevisana, podpisali kapitulację wyborczą, która zobowiązywała elekta do kontynuowania wojny z Turcją oraz zakazywała mu opuszczania Włoch bez zgody Kolegium Kardynalskiego. Liczba kardynałów miała być ograniczona do 24, przy czym papież mógł mieć tylko jednego kardynała-nepota. Wszelkie nowe nominacje kardynalskie podlegać miały uprzedniemu zatwierdzeniu przez Święte Kolegium.
Konklawe 1464 było jednym z najkrótszych w historii. W pierwszym głosowaniu 30 sierpnia kardynał Pietro Barbo uzyskał dwanaście głosów, d'Estouteville dziewięć, a Trevisan siedem, jednak następnie w wyniku ustnego akcesu Barbo został jednomyślnie wybrany na papieża. Pietro Barbo zaakceptował wybór i po pewnych wahaniach co do imienia pontyfikalnego (Formozus II, Marek II lub Paweł II), ostatecznie przybrał imię Paweł II.
Uroczystości koronacyjne odbyły się 16 września 1464. Ponieważ protodiakon Rodrigo Borgia był wówczas chory, obrzędu koronacji dokonał kardynał Fortiguerra.